# Castelnuovo di Farfa
Castelnuovo di Farfa es una localidad italiana de la provincia de Rieti, región de Lacio, con 1.039 habitantes.

## Evolución demográfica
| Gráfica de evolución demográfica de Castelnuovo di Farfa entre 1861 y 2001 |
|                                                                            |
| Fuente ISTAT - Elaboración gráfica por parte de Wikipedia                  |